# 威斯多拉鎮區 (堪薩斯州莫頓縣)
威斯多拉鎮區（英語：Westola Township）為美國堪薩斯州莫頓縣轄下的鎮區。2010年美国人口普查中該鎮區人口有60人。

## 地理
威斯多拉鎮區涵蓋總面積為412.61平方（159.31平方英里）。

## 人口統計
根據2010年美國人口普查，威斯多拉鎮區人口有60人，住房37戶，人口密度為0.15人/每平方公里。此鎮區居民之種族中，白人佔90%，非裔美國人佔0%，美洲原住民佔0%，亞裔美國人佔0%，太平洋島裔美國人佔0%，其他種族佔6.67%，混血種族則佔3.33%。而西班牙裔或拉丁裔美國人佔此鎮區人口的10%。

## 交通

### 主要公路
- 27號堪薩斯州州道
- 51號堪薩斯州州道

## 外部連結
- City-Data.com